# Joris Kayembe
Joris Kayembe Ditu (ur. 8 sierpnia 1994 w Brukseli) – belgijsko-kongijski piłkarz grający na pozycji lewego obrońcy. Od 2020 jest zawodnikiem klubu Royal Charleroi.

## Kariera klubowa
Swoją piłkarską karierę Kayembe rozpoczynał w juniorach FC Brussels (2010-2011) i Standardu Liège (2011-2013). Następnie w 2013 roku został wykupiony ze Standardu przez FC Porto za 2,3 miliona euro. 18 września 2013 zadebiutował w drugiej lidze portugalskiej w rezerwach Porto w przegranym 0:2 wyjazdowym meczu z CS Marítimo B. Z kolei 4 maja 2014 zadebiutował w pierwszym zespole Porto w przegranym 1:2 wyjazdowym meczu z SC Olhanense, gdy w 46. minucie zmienił Tó-Zé. Był to jego jedyny mecz w pierwszej drużynie Porto i później grał tam jedynie w rezerwach.
W styczniu 2015 Kayembe był wypożyczony z Porto do FC Arouca. W Arouce swój debiut zaliczył 25 stycznia 2015 w przegranym 0:1 wyjazdowym meczu z GD Estoril Praia. W Arouce spędził pół roku.
Latem 2015 Kayembe ponownie udał się na wypożyczenie, tym razem do Rio Ave FC. W nim swój debiut zanotował 29 sierpnia 2015 w zremisowanym 2:2 wyjazdowym meczu z Vitórią Setúbal. Na wypożczeniu w Rio Ave spędził rok, a w sezonie 2016/2017 ponownie grał w rezerwach Porto.
W 2017 roku Kayembe przeszedł do FC Nantes. 18 lutego 2018 zadebiutował w nim w Ligue 1 w zremisowanym 1:1 wyjazdowym meczu z OGC Nice. W sezonach 2018/2019 i 2019/2020 był zawodnikiem zespołu rezerw Nantes.
W styczniu 2020 roku Kayembe przeszedł do belgijskiego Royalu Charleroi, a swój debiut w nim zanotował 29 stycznia 2020 w zremisowanym 0:0 domowym spotkaniu z Club Brugge.
| Sezon   | Klub            | Kraj       | Rozgrywki              | Mecze | Gole |
| ------- | --------------- | ---------- | ---------------------- | ----- | ---- |
| 2013/14 | FC Porto        | Portugalia | Primeira Liga          | 1     | 0    |
| 2013/14 | FC Porto B      | Portugalia | Segunda Liga           | 26    | 2    |
| 2014/15 | FC Porto B      | Portugalia | Segunda Liga           | 19    | 1    |
| 2014/15 | FC Arouca       | Portugalia | Primeira Liga          | 15    | 1    |
| 2015/16 | Rio Ave FC      | Portugalia | Primeira Liga          | 25    | 2    |
| 2016/17 | FC Porto B      | Portugalia | Segunda Liga           | 28    | 6    |
| 2017/18 | FC Nantes       | Francja    | Ligue 1                | 3     | 0    |
| 2018/19 | FC Nantes B     | Francja    | Championnat National 2 | 2     | 0    |
| 2019/20 | FC Nantes B     | Francja    | Championnat National 2 | 3     | 0    |
| 2019/20 | Royal Charleroi | Belgia     | Eerste klasse A        | 8     | 0    |
| 2020/21 | Royal Charleroi | Belgia     | Eerste klasse A        | 34    | 1    |

## Kariera reprezentacyjna
Kayembe grał w młodzieżowych reprezentacjach Belgii na szczeblach U-16 i U-21. W reprezentacji Belgii zadebiutował 8 października 2020 roku w zremisowanym 0:0 towarzyskim meczu z Wybrzeżem Kości Słoniowej, rozegranym w Brukseli, gdy w 89. minucie zmienił Timothy'ego Castagne.